# La Veuve noire (téléfilm)

La Veuve noire (Fatal Acquittal) est un téléfilm américain réalisé par Sam Irvin, diffusé en 2014.

## Synopsis
Cassidy Miller est accusée du meurtre de son mari, Luke, qu’elle aurait tué par jalousie. Lors du procès, la défense s’appuie sur la thèse du suicide et à l’issue des délibérations, Cassidy est acquittée. Mais Nora Grant, une journaliste de télévision, ambitieuse et peu scrupuleuse, s’acharne sur Cassidy et se lance dans une véritable chasse aux sorcières. Au fil des émissions, Lucy, la fille de Cassidy, âgée de seize ans, finit par être convaincue de la culpabilité de sa mère, d’autant plus qu’elle ne croit pas au suicide de son père. Victime de menaces anonymes, traquée par la presse et la police qui la soupçonnent également du meurtre de Jasmine Holt, Cassidy continue de plus belle son enquête pour retrouver qui a commis les deux meurtres...

## Fiche technique
- Titre original : Fatal Acquittal
- Réalisation : Sam Irvin
- Scénario : Marcy Holland
- Photographie : Roberto Schein
- Musique : Eric Allaman
- Durée : 88 min
- Date de diffusion :
  -  France : 13 octobre 2014 sur TF1

## Distribution
- Joely Fisher (VF : Marie Vincent) : Cassidy Miller
- Patrick Muldoon (VF : Maurice Decoster) : Scott
- Denise Richards (VF : Sybille Tureau) : Nora Grant
- Tabitha Morella (VF : Anne-Charlotte Piau) : Lucy Miller
- Debra Wilson (VF : Josiane Pinson) : Détective Bell
- Tim Abell (VF : Patrick Béthune) : Luke Miller
- David Atkinson : Greg
- Jim O'Heir : Greyson
- Bella Popa : Jasmine Holt
- Tyler Rice : Locksmith
- Jim Storm (VF : Michel Voletti) : Tony